# Gœrsdorf
Gœrsdorf es una localidad y comuna francesa situada en el departamento de Bajo Rin, en la región de Alsacia. Tiene una población de 984 habitantes (según censo de 1999) y una densidad de 75 h/km².
Forma parte del parque natural Regional de Vosges du Nord.

## Personajes ilustres
- Joseph Kuntz, escritor, periodista y editor del siglo XIX, fundador del periódico Elsässer.